# Marimar Vega
María del Mar Vega Sisto (Ciudad de México, 14 de agosto de 1983) es una actriz mexicana. Es hija del actor Gonzalo Vega y de la actriz Leonora Sisto, es hermana de Zuria Vega.

## Biografía
Practicó danza flamenca durante veinte años, estudió actuación en el CEFAC, la escuela de actuación de TV Azteca. Debutó en teatro a los 17 años con su padre, el primer actor Gonzalo Vega, en Don Juan Tenorio haciendo el papel de Doña Inés. También en teatro actuó en la obra Perras. En cine, ha participado en Amor, dolor y viceversa y recientemente se presentó en el Festival de Cannes con Daniel y Ana, siendo ella la protagonista de esta película y compartiendo créditos con Darío Yazbek y José María Torre.
Su trabajo en televisión comenzó con Enamórate en 2003, su primera telenovela en TV Azteca, en donde interpretó a Fedra, una joven millonaria obsesiva, manipuladora, seductora, y egoísta que no está dispuesta a renunciar al amor de su vida y que hará hasta lo imposible por conseguirlo.
En Mientras haya vida de 2007 dio vida al personaje de Gina Montero, una drogadicta, fue protagonista de la serie Noche eterna, en donde se enamora de un vampiro, siendo este un amor imposible. Le siguieron las telenovelas Eternamente tuya de 2009 con el papel antagónico en el personaje de Sara Castelán y Emperatriz de 2011, donde interpretó a Elisa Mendoza.
Después actuó en 2012 en la telenovela Amor cautivo con el papel protagónico de Alejandra Santacruz, al lado de Arap Bethke.
En 2013 protagoniza en Cadenatres la telenovela Las trampas del deseo al lado de Javier Jattin.
En 2014 se traslada a Chile para rodar la serie Sitiados. También en 2014 protagoniza la obra A la orilla del río, compartiendo créditos con Erick Elias y Kuno Becker.
Participó en Emperatriz, una telenovela de 2011 en la que interpretó a Elisa y tuvo un romance con Alberto Guerra, que interpretaba a Mauricio. Actualmente este es su cuñado, ya que está casado con su hermana, la actriz Zuria Vega.

## Filmografía

### Televisión
- Ligeramente diva (2024)[4]
- Profe infiltrado (2024) ... Miss Betty[5]
- Pacto de silencio (2023) ... Martina Robles[6]
- Dra. Lucía, un don extraordinario (2023-2024) ... Lucía Castillo[7][8]
- Cecilia (2021) ... Ana[9]
- De brutas, nada (2020-2023) ... Esther Duarte[10][11][12][13]
- El juego de las llaves (2019-2021) ... Gabriela "Gaby" Albarrán[14]
- Silvana sin lana (2016)... Stella Xóchitl Pérez "la Mojarrita"
- Sitiados (2015) ... Isabel de Bastidas
- Las trampas del deseo (2013-2014) ... Aura Luján Velázquez
- Amor cautivo (2012) ... Alejandra Santa Cruz Bustillos / Alejandra Del Valle Bustillos
- Emperatriz (2011) ... Elisa Mendoza del Real
- Eternamente tuya (2009) ... Sara Castelán[3]
- Capadocia (2009) ... Gala
- Noche eterna (2008) ...  Karen García
- Mientras haya vida (2007-2008) ... Georgina "Gina" Montero
- Los Sánchez (2004-2006) ... Pilar Manzini
- Soñarás (2004) ... Susana
- Enamórate (2003) ... Fedra González

### Obras de teatro
- Al otro lado de la cama (2017)
- Amor de mis amores (2015)
- A la orilla del río (2014)
- Vacas (2013)
- Un, dos, tres por mí y por todos mis amores  (2012)
- Aladino El Musical (2011)
- No sé si cortarme las venas o dejármelas largas (2010)
- Don Juan Tenorio (2010) ... Doña Inés
- Cinco mujeres usando el mismo vestido (2010) ... Meredith
- 12 mujeres en pugna (2009)
- Fresas en invierno (2008) ... Sofía
- Perras (2006) ... La Tora

### Series
- Lo que la gente cuenta (2005) ... Bruja (1 episodio)
- La vida es una canción (2004) ... Azul (1 episodio)
- Lo que callamos las mujeres (2003) ... Viridiana (1 episodio)

### Películas
- El testamento de la abuela (2019) ... Ana
- La boda de Valentina (2018) ... Valentina
- Treintona, soltera y fantástica (2016)
- El cumple de la Abuela (2016)
- Amor de mis amores (2014)
- Ciudadano Buelna (2013)
- No sé si cortarme las venas o dejármelas largas (2013)
- Daniel y Ana (2009) ... Ana
- Amor, dolor y viceversa (2009)